# Vysokogornyj
Vysokogornyj (in russo Высокогорный?) è un insediamento di tipo urbano della Russia, situato nel Territorio di Chabarovsk. Si trova nel distretto Vaninskij.
La località si trova nella zona montuosa dei Sichotė-Alin', 140 km a nord-ovest di Vanino, centro amministrativo del distretto. Ha una stazione ferroviaria sulla linea Komsomol'sk-na-Amure - Sovetskaja Gavan'.